# Penjovo
Penjovo (bulgariska: Пеньово) är ett distrikt i Bulgarien.   Det ligger i kommunen Obsjtina Kărdzjali och regionen Kărdzjali, i den centrala delen av landet, 200 km sydost om huvudstaden Sofia.